# Palazzo Te

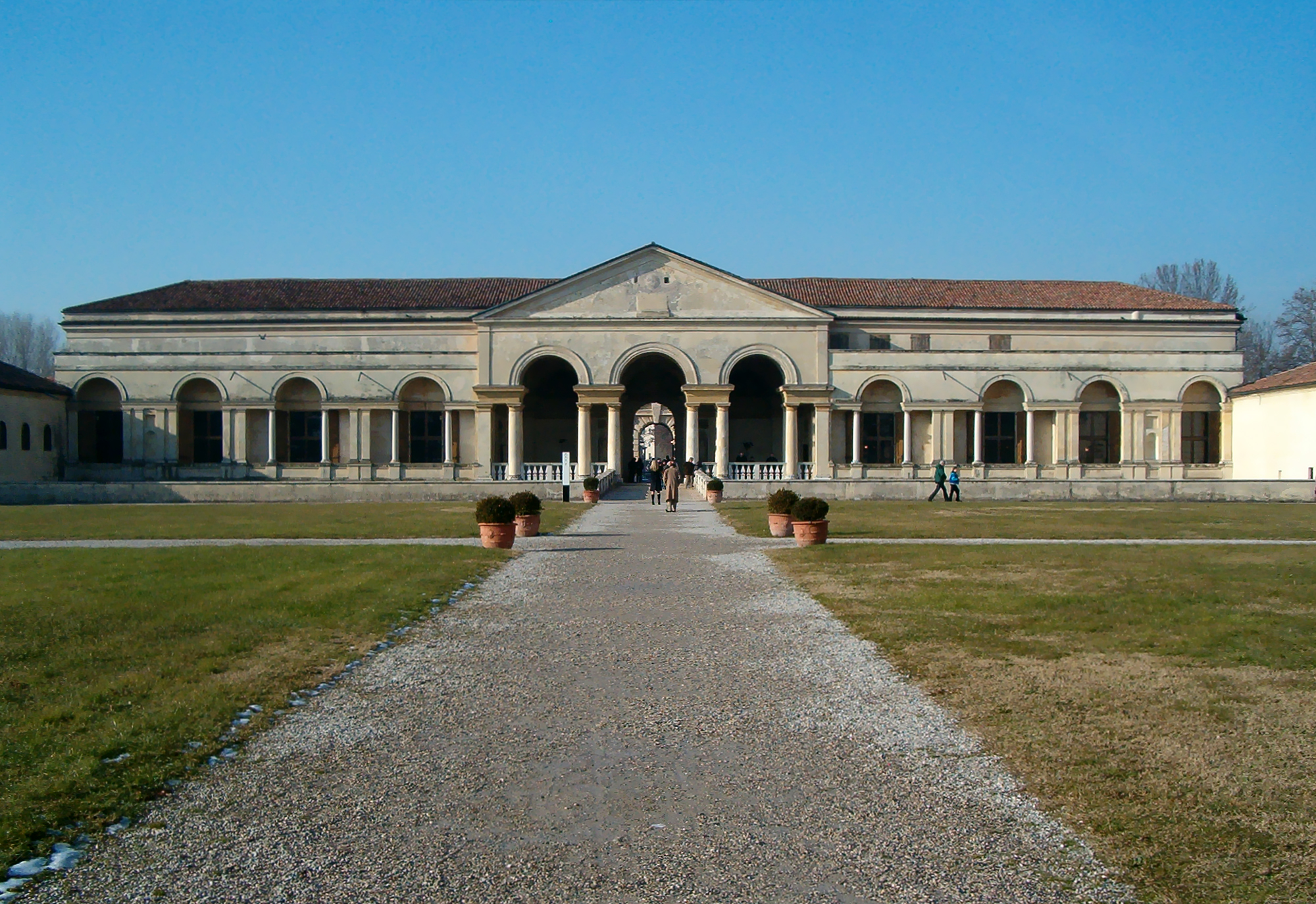
Lorggia d'onore - widok od strony eksedry

Palazzo Te – zespół pałacowy w Mantui zbudowany w stylu manierystycznym, w latach 1525–1534 na polecenie Fryderyka II Gonzagi przez włoskiego architekta Giulio Romano. Zespół ten jest obecnie siedzibą muzeum, a od 1990 również siedzibą Centro Internazionale d’Arte e di Cultura di Palazzo Te (Międzynarodowe Centrum Sztuki i Kultury Palazzo Te), które organizuje wystawy sztuki dawnej i współczesnej oraz architektury.

## Nazwa i przeznaczenie budowli

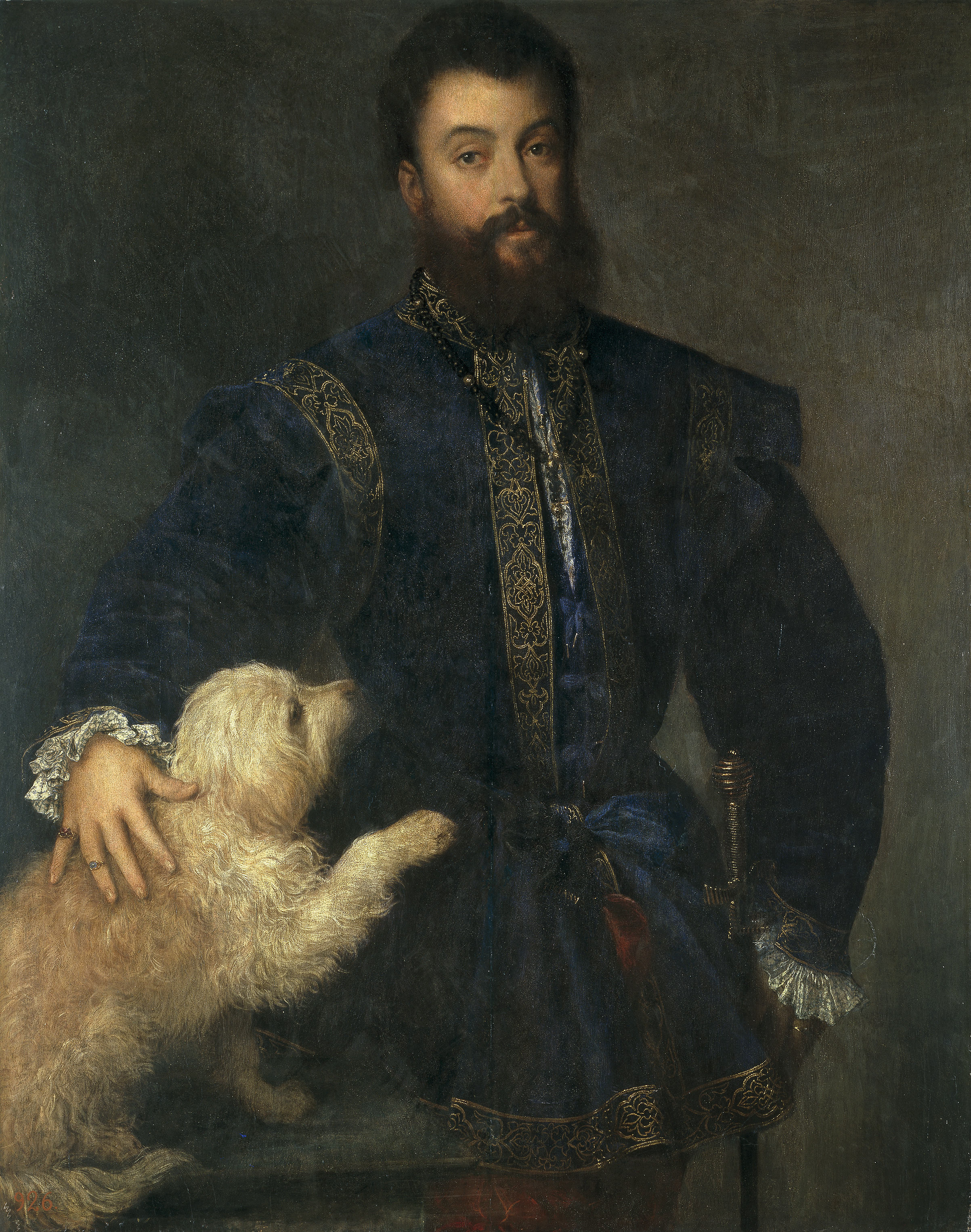
Fryderyk II Gonzaga

W połowie XV w. kanał Rio dzielił Mantuę na dwie wielkie wyspy i na małą wysepkę, które razem otoczone były przez wody jeziora. Tę najmniejszą wysepkę nazywano Tejeto, w skrócie Te. Ona właśnie została wybrana przez Fryderyka II Gonzagę na miejsce pod budowę pałacu.
Możliwe, że nazwa pałacu pochodzi od wyrażenia tilietum (od łac. tilia - lipa), od łac. attegia (ziemianka), albo też od wyrażenia galijskiego teza, oznaczającego szałas. W słowie Tejeto zachowałaby się w ten sposób pamiątka skromnych zabudowań, które wcześniej znajdowały się w okolicy.

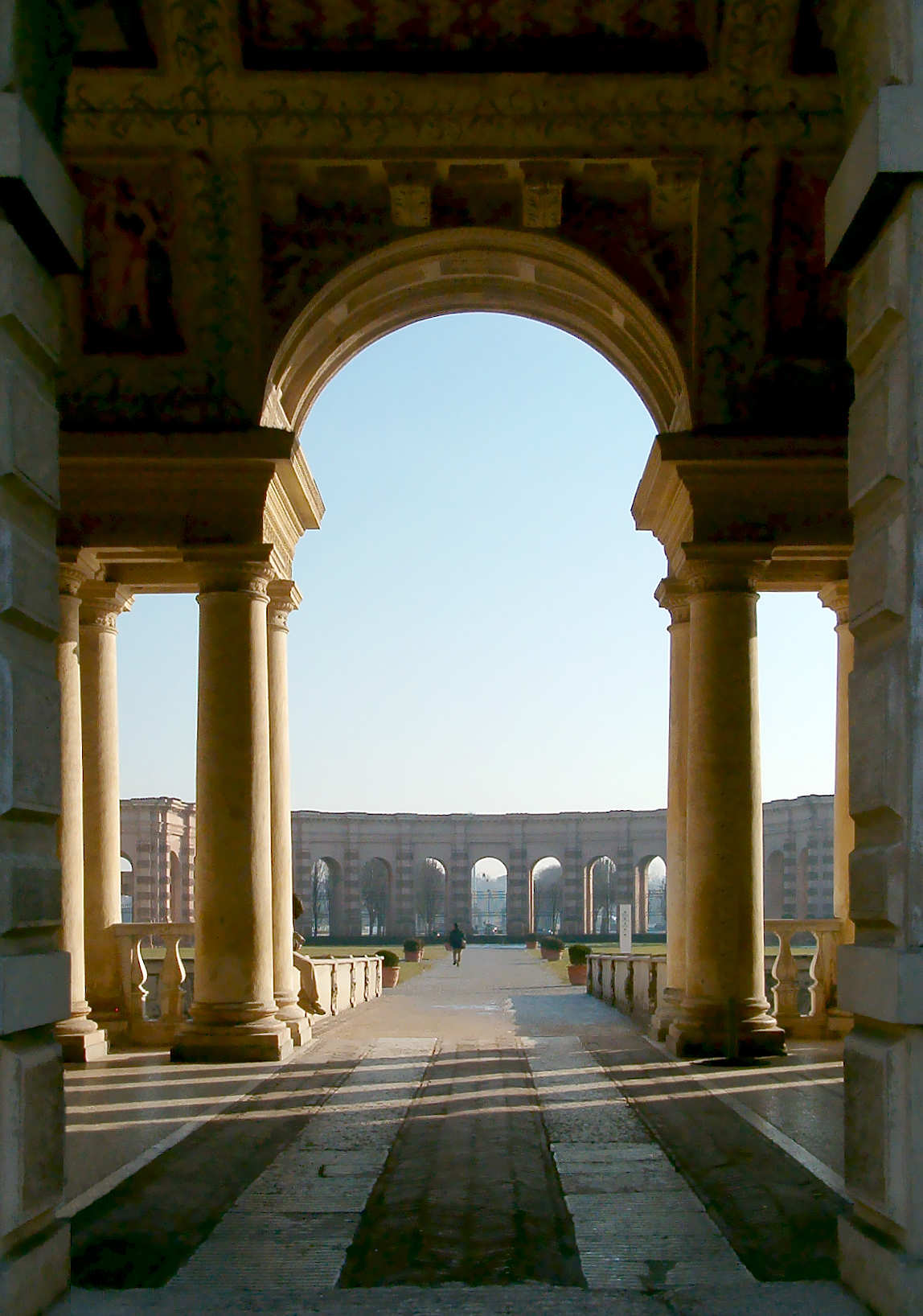
Loggia d'onore w Palazzo Te

Pałac nie miał być rezydencją władcy Mantui, ale raczej miejscem spędzania wolnego czasu, organizowania świąt, ceremonii i wielkich przyjęć. Takie przeznaczenie pałacu zostało zapoczątkowane w 1530, kiedy to odbyły się uroczystości na cześć Karola V. Palazzo Te służył do takich celów również następcom Fryderyka II.
Okolica, którą wybrano pod budowę pałacu, była wcześniej podmokła, ale Gonzagowie kazali ją osuszyć, a Franciszek II Gonzaga, ojciec Fryderyka II, wybrał ją jako miejsce ujeżdżania swoich wspaniałych koni. Po śmierci ojca, Fryderyk postanowił przekształcić wysepkę w miejsce relaksu i odpoczynku. Tutaj przyjmował najdostojniejszych gości, tutaj też często przebywał razem ze swoją kochanką Izabelą Boschetti, z dala od obowiązków związanych z władzą. Od dzieciństwa przyzwyczajony do wytworności willi rzymskich, znalazł w Giulio Romano doskonałego artystę, który mógł zrealizować jego marzenie o wyspie szczęśliwej. Architekt zaś znalazł w Mantui możliwość uzewnętrznienia swojego geniuszu i fantazji, przeplatając elementy architektoniczne i naturalne, w jakie oferowała okolica oraz dekorując z wielkim kunsztem fasady i pomieszczenia.

## Architektura

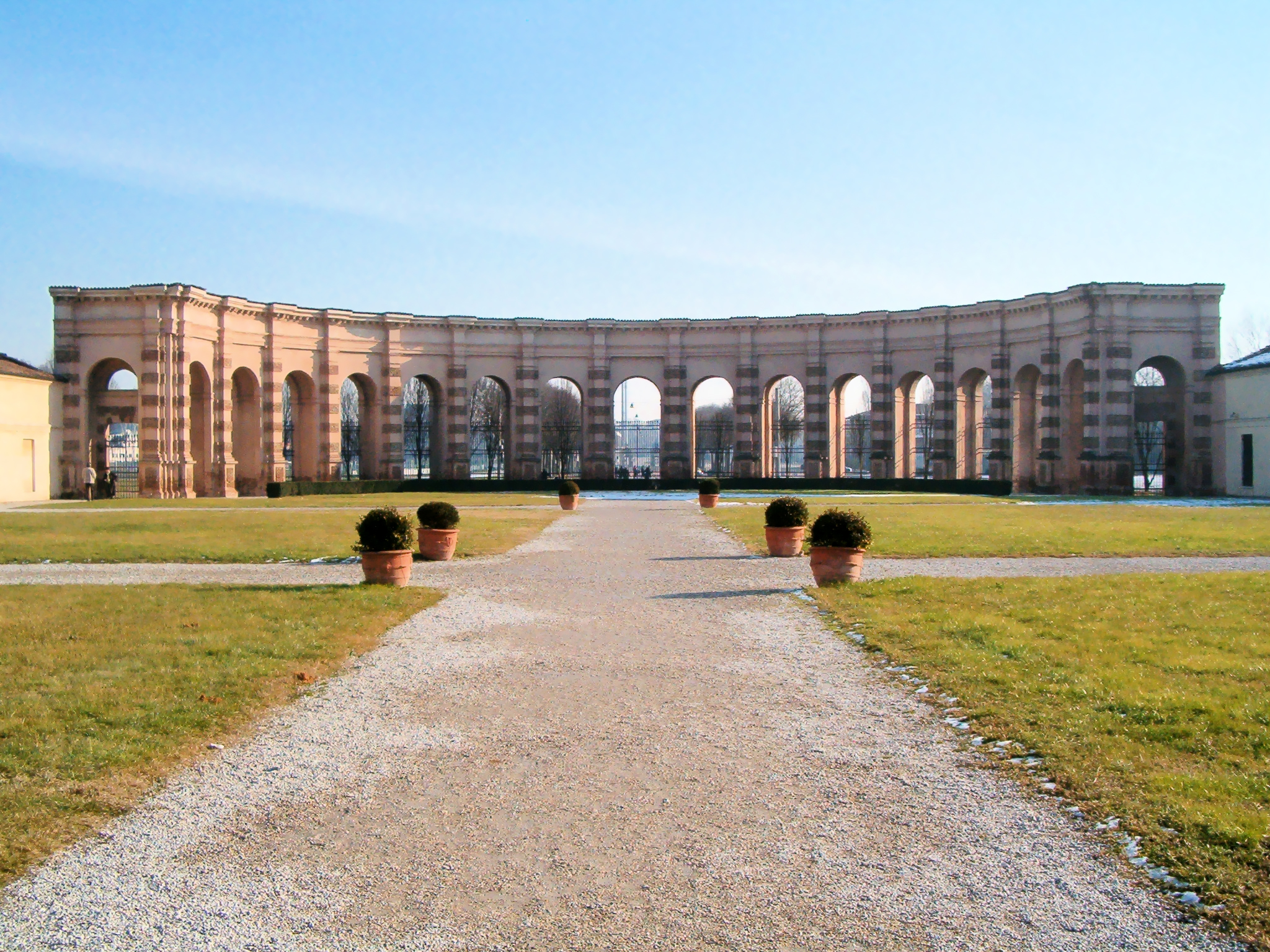
Eksedra

Pałac zbudowany jest na planie kwadratu z wielkim, kwadratowym dziedzińcem w środku, swego czasu ozdobionym labiryntem. Na dziedziniec prowadzą cztery wejścia. Wejście główne, od strony miasta jest loggią, tzw. Loggia grande, złożoną z trzech łuków wspartych na pilastrach.
Od strony zachodniej znajduje się kwadratowy przedsionek z czterema kolumnami, które dzielą go na trzy nawy. Sklepienie nawy głównej jest kolebkowe, natomiast nawy boczne mają sklepienie płaskie.
Proporcje pałacu są niezwykłe, prezentuje się on bowiem jako szeroki i niski, parterowy blok, którego wysokość stanowi ok. 1/4 szerokości. Cała zewnętrzna powierzchnia, z gzymsami okien i drzwi włącznie, jest boniowana. Odstępy między pilastrami nie są jednakowe, aby sprawiać wrażenie nieporządku. Dziedziniec okalają marmurowe kolumny doryckie.
Prawdopodobnie pałac był wymalowany, ale kolory po pewnym czasie zniknęły, a malowidła są widoczne jedynie we wnętrzach. Poza freskami ściany zdobiły również zasłony oraz zdobienia z pozłacanych lub posrebrzanych skór. Drzwi ozdobione były intarsjowanym drewnem oraz elementami z brązu, a kominki zbudowane były z cennych marmurów.

## Wnętrze
Na wnętrze pałacu składa się szereg sal, z których na szczególną uwagę zasługuje kilka:

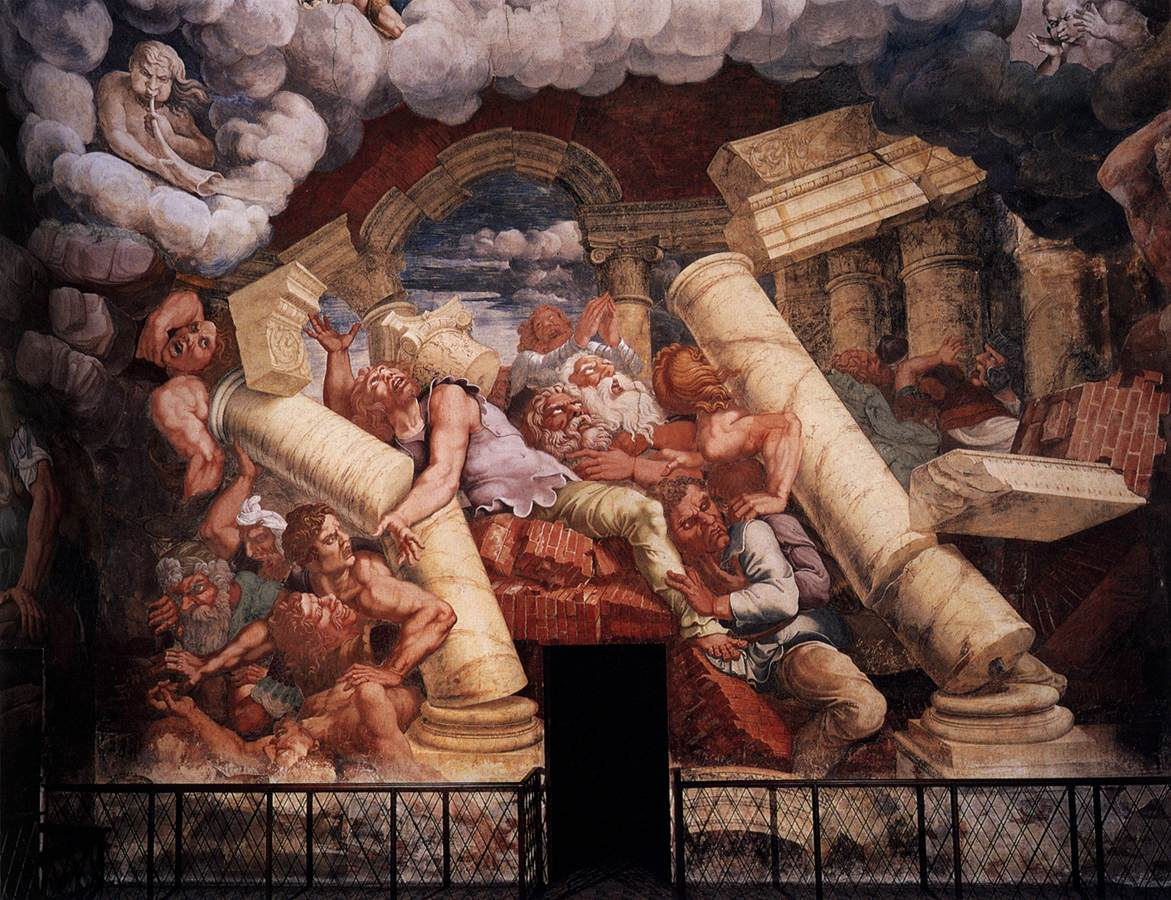
Fragment fresków w Sali Gigantów

- Sala dei Giganti (Sala Gigantów) – jedna z najbardziej znanych sal Palazzo Te. Została zaprojektowana przez Giulio Romano w ten sposób, aby wywrzeć silne wrażenie na gościach władcy Mantui. Jest to największa sala budowli. Została zbudowana i pokryta freskami w latach 1532–1535. Najbardziej charakterystyczną cechą tego wnętrza jest fakt, że freski pokrywają całkowicie wszystkie możliwe powierzchnie i tworzą całość. Sala ma podstawę kwadratu i przykrywa ją sklepienie w kształcie kopuły. Na kopule uwidoczniony jest Jowisz, który wiązką piorunów ciska w zbuntowanych gigantów pragnących sięgnąć Olimpu, namalowanych na ścianach. Fresk nawiązuje do mitologicznej walki gigantów (gigantomachia) przeciw Jowiszowi, o której pisze Owidiusz. W odróżnieniu do narracji Owidiusza, który przedstawia gigantów jako monstra o tysiącu rąk, tutaj są oni wyobrażeni jako ludzie. Obok gigantów namalowane są małpy, których nie znajdziemy w opowieści Owidiusza. Według Guthmüllera, różnice te wynikają z faktu, że Giulio Romano nie korzystał z tekstu oryginalnego, ale z tłumaczenia Niccolò degli Agostini, który zawarł tam błąd w interpretacji przekazu, istniejący wcześniej[3].

Dzieło Giulio Romano nosi znamiona stylu jego mistrza Rafaela, ale jest ono bardziej majestatyczne i okazałe niż u Sanzio, a zarazem mniej wyszukane. Być może fresk nawiązuje do zwycięstwa Karola V nad Francuzami i został namalowany z okazji przybycia cesarza do Mantui.
- Sala grande dei Cavalli (Sala Koni) – jedna z większych sal pałacu. Na jej ścianach namalowane jest sześć ulubionych koni księcia. Oprócz nich pojawiają się postacie mitologiczne umieszczone w fałszywych wnękach między namalowanymi kolumnami korynckimi. W tle znajdują się pejzaże. Ozdobą sali jest też płaski sufit z rzeźbionego drewna, złożony z kasetonów i złoconych rozet. Zajdziemy tam wyobrażenia góry Olimp i jaszczurki (albo salamandry), symbole księcia.

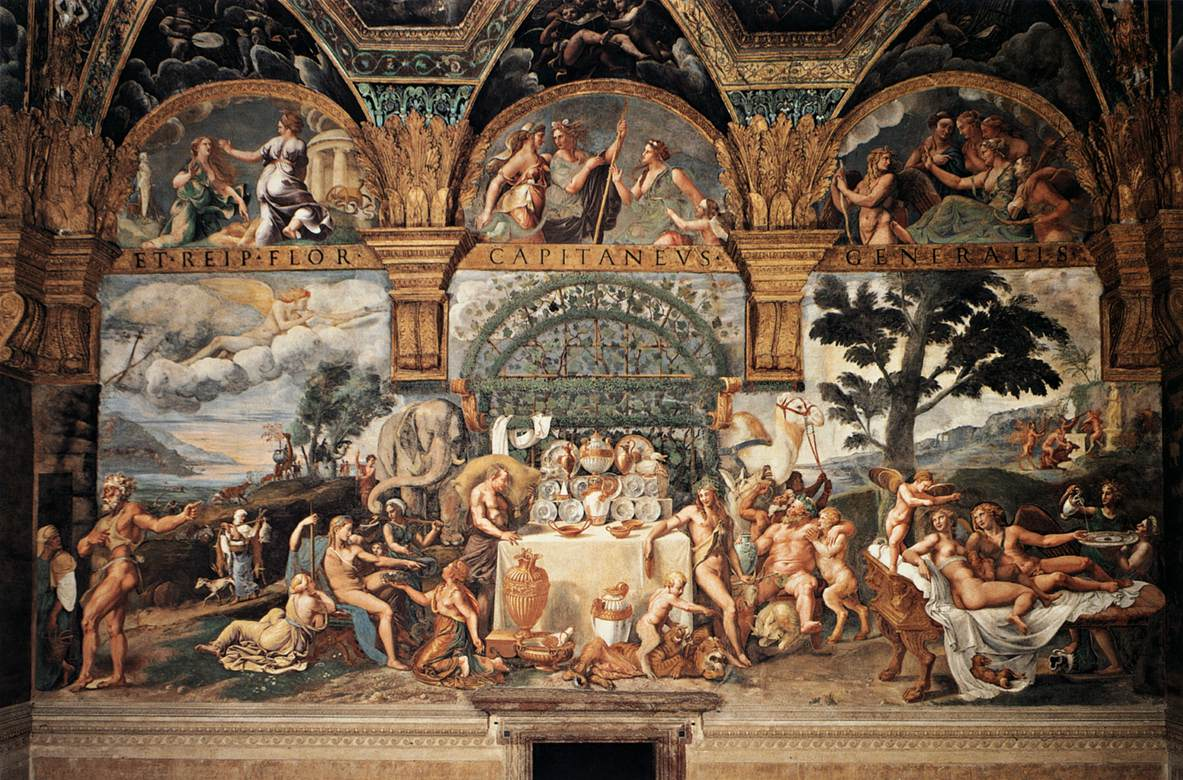
Fragment fresków w Sali Amora i Psyche

- Sala di Amore e Psiche (Sala Amora i Psyche) – jadalnia księcia całkowicie pokryta malowidłami ilustrującymi mitologiczną historię Amora i Psyche. Jest to symbol miłości Fryderyka II do Izabeli Boschetti.

- Sala delle Aquile (Sala Orłów) – sypialnia księcia, której sufit ozdobiony jest malowidłem przedstawiającym upadek Faetona ze słonecznego rydwanu. Na ścianach znajdują się wyobrażenia orłów z rozłożonymi skrzydłami i freski nawiązujące do mitologii.

- Sala dei Venti e dello Zodiaco (Sala Wiatrów i Zodiaku)

- Sala delle imprese (Sala symboli) – nazwę sali można w wolnym tłumaczeniu oddać wyrażeniem Sala symboli, ponieważ w pomieszczeniu tym ściany pokryte są malowidłami przedstawiającymi rozmaite znaki i symbole związane z rodem Gonzagów. Są tam: słońce, herb Gonzagów, salamandra, gołąb, pies, pas, wieża itd. Wzdłuż ścian biegnie napis: Federicus Gonzaga II Marchio Mantuae V (Fryderyk II Gonzaga, piąty markiz Mantui)[4].

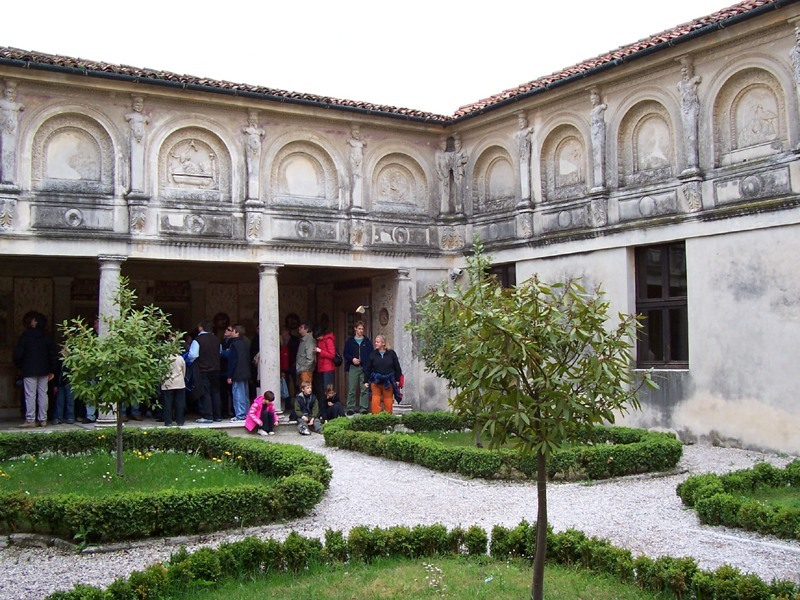
Sekretny ogród

- Sala di Ovidio (Sala Owidiusza) – sala, w której malowidła inspirowane są treścią Metamorfoz Owidiusza i przedstawią sceny mitologiczne, np.: Orfeusz w świecie zmarłych, tortury Marsjasza, sąd Parysa, Bachus i Ariadna, taniec satyrów i menad, pojedynek między Apollinem i Panem. Wzdłuż ścian biegnie napis: Federicus Gonzaga II Marchio Mantuae V .

- Camera del Sole (Pokój Słońca)
- Sala dei bassorilievi (Sala płaskorzeźb)
- Sala dei Cesari (Sala Cezarów)

## Sekretny zakątek
Apartament został zbudowany ok. 1530 we wschodniej części ogrodu, w pobliżu eksedry. Składa się z kilku pokoi o zdecydowanie mniejszych rozmiarach niż te w głównym gmachu. Ściany pomieszczeń pokryte są malowidłami przedstawiającymi scenki rodzajowe, ilustracje do bajek Ezopa i inne tematy. Mała loggia wychodzi na równie mały ogród. Z ogrodu zaś można wejść do Groty, czyli pomieszczenia wykorzystywanego jako łaźnia. Niezwykły jest kształt tego pomieszczenia, ponieważ sprawia ono wrażenie zakątka ukształtowanego w naturalny sposób.